# Colón (Chile)
Colón es un campamento minero ubicado en la Región de O'Higgins, en la cordillera de los Andes, a 1.970 m s. n. m.; pertenece a CODELCO Chile, División El Teniente, y en él se encuentran las salas de cambio, oficinas de la administración, el casino, superintendencias y las plantas de chancado, molienda y extracción por solvente (SX). Es una zona industrial.

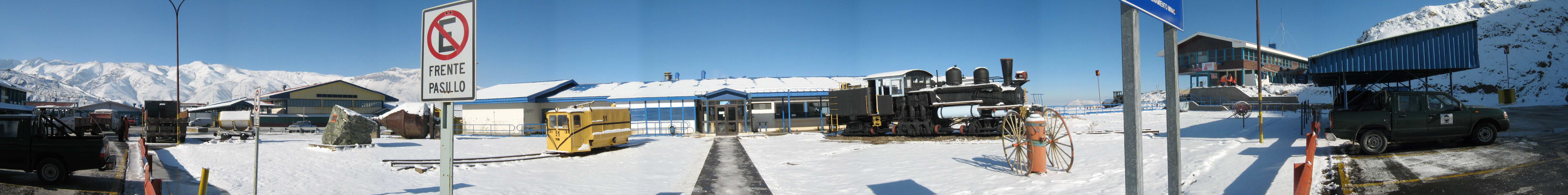
Panorámica de Colón Nevado.